# Villiers-Fossard
Villiers-Fossard är en kommun i departementet Manche i regionen Normandie i norra Frankrike. Kommunen ligger i kantonen Saint-Clair-sur-l'Elle som tillhör arrondissementet Saint-Lô. År 2022 hade Villiers-Fossard 644 invånare.

## Befolkningsutveckling
Antalet invånare i kommunen Villiers-Fossard
| Referens: INSEE |